# Psammophis notostictus
Espèce
Synonymes
- Psammophis moniliger var. notostictus Peters, 1867

Psammophis notostictus est une espèce de serpents de la famille des Lamprophiidae. 

## Répartition
Cette espèce se rencontre :
- en Afrique du Sud ;
- dans le sud de l'Angola ;
- en Namibie ;
- au Botswana.

## Publication originale
- Peters, 1867 : Über eine Sammlung von Flederthieren und Amphibien aus Otjimbingue in Südwestafrica, welche Hr. Missionär Hahn dem zoologischen Museum zugesandt hat. Monatsberichte der Königlichen Preussischen Akademie der Wissenschaften zu Berlin, vol. 1867, p. 234-237 (texte intégral).